# إدموندو بيدرو
إدموندو بيدرو هو سياسي برتغالي، ولد في 8 نوفمبر 1918 في Samouco ‏ في البرتغال، وتوفي في 27 يناير 2018 في لشبونة في البرتغال. نشط حزبياً في الحزب الاشتراكي (البرتغال). في الدورة التشريعية البرتغالية 1979 ‏، انتخب عضو مجلس الجمهورية ‏ عن دائرة لشبونة ‏ وقد انضم خلال فترته النيابية ‏ للكتلة البرلمانية الحزب الاشتراكي (البرتغال) وفي 1976 Portuguese legislative election ‏، انتخب عضو مجلس الجمهورية ‏ عن دائرة لشبونة ‏ وقد انضم خلال فترته النيابية ‏ للكتلة البرلمانية الحزب الاشتراكي (البرتغال).